# Oleyres
Oleyres är en ort i kommunen Avenches i kantonen Vaud i Schweiz. Den ligger cirka 48 kilometer nordost om Lausanne. Orten har cirka 293 invånare (2020).
Orten var före den 1 juli 2011 en egen kommun, men inkorporerades då in i kommunen Avenches.